# Nepomuceno
Nepomuceno là một đô thị thuộc bang Minas Gerais, Brasil. Đô thị này có diện tích 582,033 km², dân số năm 2007 là 24430 người, mật độ 43,6 người/km².